# 熱田一
熱田 一（あつた はじめ、1982年9月21日 - ）は、日本の元子役・俳優・映像クリエイター・実業家。神奈川県出身。

## 来歴・人物
- 子役時代は劇団東俳[1]に所属していた。
- 1997年当時の趣味はバスケットボール[1]。
- 現在は俳優業の傍ら映像クリエイターとしても活動しており、イベント企画・制作などを扱う企業『AJ株式会社』の代表取締役[2]も務めている。

## 出演作品

### テレビドラマ[3]
- 女監察医・室生亜季子　第11話『歪んだ告白』（1992年4月14日、日本テレビ）
- 鍵師　第1話（1993年3月12日、フジテレビ）
- 17才 - at seventeen -（1994年4月28日 - 9月1日、フジテレビ）木村 浩介（小学生時代） 役
- 最後の弾丸（1995年8月13日、NHK）
- 風光る剣～八嶽党秘聞（1997年1月1日、NHK BS9）[1]
- 妖怪新聞（1997年5月29日 - 6月5日・8月21日 - 9月25日、フジテレビ）
- 薄化粧の男（1998年6月26日、フジテレビ）

### テレビCM[1]
- ハウス食品
- UCC
- NEC
- カシオ

### 映画[4]
- 学校の怪談（監督: 平山秀幸, 1995年7月8日公開）- 中村 研輔 役